# Quantum Leap
Quantum Leap es una serie estadounidense de ciencia ficción, también conocida como A través del tiempo (en España) y Viajeros en el tiempo o El salto cuántico (en Hispanoamérica), emitida originalmente por NBC del 26 de marzo de 1989 al 5 de mayo de 1993, con un total de 97 episodios en 5 temporadas.
La trama cuenta la historia del científico cuántico Dr. Samuel Becket (Scott Bakula), quien, investigando los viajes en el tiempo, entra en una máquina que traslada su mente a distintos cuerpos en el pasado en el espacio de su vida. Como compañero de aventuras tiene a su amigo, el Almirante Albert Calavicci (Dean Stockwell), que aparece como un holograma proyectado desde el presente y que solo él puede ver y oír.
La serie recorre diversos géneros, como la ciencia ficción, el drama, la comedia, el comentario social y la nostalgia, alcanzando con ello un amplio espectro de aficionados.
Al terminar cada episodio, Sam salta de nuevo a otra persona, dando a los espectadores un adelanto de lo que ocurrirá en el siguiente episodio.
A pesar de luchar en las noches de viernes a las 21:00 en su primer breve temporada, sorprendentemente la NBC renovó la serie debido a su impresionante 18-49. La serie se traslada a los miércoles a las 22:00 donde floreció frente a otras series de gran éxito, Wiseguy y China Beach. Se trasladó dos veces más fuera de los miércoles (los viernes a las 20:00 en el otoño de 1990 y los martes a las 20:00 en el otoño de 1992). El final de la serie salió al aire en su exitoso miércoles a las 22:00 en mayo de 1993.
En 2004 y 2007, Quantum Leap se clasificó # 15 y # 19 en TV Guide "En el TOP De Series De Culto".
NBC ordenó una serie de reinicio, que estrenó el 19 de septiembre de 2022.

## Argumento
En una base secreta del Gobierno de Estados Unidos, en algún lugar de Nuevo México, en un futuro cercano (aproximadamente 1999), el científico Sam Beckett y Gushie trabajan en un acelerador de partículas con Al Calavicci como jefe de proyecto y con el ordenador Ziggy. Sam trata de comprobar que el tiempo es diferente en las estructuras atómicas para darle un uso práctico. Presionado por obtener resultados en el proyecto, Sam decide entrar en el acelerador de partículas y se desvanece, despertando con amnesia en una casa que no conoce, en el año 1956, donde la imagen reflejada en el espejo no es la suya. Pronto aparece Al (Dean Stockwell), en forma de holograma neurológico proyectado desde el presente, que solo Sam puede ver y escuchar, para decirle que su cuerpo y mente han viajado de algún modo en el tiempo, tomando el lugar de otras personas de otros tiempos, conservando el aura física de los reemplazados. Es por esto que ninguna de las personas del pasado nota dicha sustitución, con excepción de personas alienadas o niños menores de cinco años, que sí pueden ver más allá del aura física.
Al le explica que "saltará" de vida en vida, dentro de su propia línea temporal, es decir, entre cualquier fecha entre el día de su nacimiento y su muerte.
Cada episodio sigue un esquema fijo: Sam aparece como por azar, impulsado por una fuerza desconocida, intercambiando tiempo y lugar con un huésped, y a partir de ahí tiene que improvisar toda una vida, con la ayuda de Ziggy (la computadora híbrida creada por Sam) a través de Al, que le informa qué se pretende que debe hacer para mejorar los eventos que terminaron mal en el pasado. Cuando la línea temporal ha sido alterada para bien, Sam vuelve a saltar y aparece en el caso del episodio siguiente.
Cabe aclarar que mientras Sam va tomando el lugar de otras personas, estos a la vez están en el tiempo del Dr. Beckett, tomando su lugar, con su aura física, en una habitación del Proyecto Secreto Salto Cuántico, llamada "Sala de Espera". Allí son interrogados por la psicóloga del Proyecto, alimentando así a Ziggy de más información.
Así, el Dr. Beckett se encuentra saltando de vida en vida, corrigiendo lo que en el pasado salió mal. Esperando, cada vez que da otro salto, que ese sea "el salto a casa".
Sin embargo al final de la serie, se revela una conclusión con la siguiente frase:
"Dr. Sam Beckett Never Returned Home" ("el Dr. Sam Beckett jamás regresó a casa").
Lo que daría a entender que sus viajes continuarían de manera indefinida y que los saltos cuánticos seguirían sin tener fin, vislumbrándose que su labor continuaría incluso más allá del rango temporal de su nacimiento a su muerte.

## Reparto y personajes
- Sam Beckett (Scott Bakula)
- Almirante Al Calavicci (Dean Stockwell)
- Ziggy (Deborah Pratt)
- Gushie (Dennis Wolfberg)

La serie se basa principalmente en los dos personajes principales y luego hay muchos otros que les acompañan en los capítulos autoconclusivos.

## Episodios

### Primera temporada (1986)
| N.º en serie | N.º en temp. | Título                                            | Dirigido por    | Escrito por                                                                           | Fecha del salto          | Fecha de emisión original | Código de prod. | Audiencia (millones) |
| --- | ------------ | ------------------------------------------------- | --------------- | ------------------------------------------------------------------------------------- | ------------------------ | ------------------------- | --------------- | -------------------- |
| 12 | 12           | «Genesis»                                         | David Hemmings  | Donald P. Bellisario                                                                  | 13 de septiembre de 1956 | 26 de marzo de 1986       | 83549           | 23.3                 |
| Cuando Sam despierta, no sabe qué ocurre a su alrededor. Su memoria está en blanco, se encuentra en el pasado y parece tener una mujer y un hijo a quienes no conoce. Para empeorar las cosas, es piloto de pruebas, y a él le da pánico volar. Un holograma proyectado desde el futuro, Al, le explica lo que sucede: es un científico famoso y acaba de viajar en el tiempo. El problema es que no saben cómo hacerlo volver. |              |                                                   |                 |                                                                                       |                          |                           |                 |                      |
| 3 | 3            | «Star-Crossed» «Estrellas cruzadas»               | Mark Sobel      | Deborah Pratt                                                                         | 15 de junio de 1972      | 31 de marzo de 1986       | 65003           | 15.7                 |
| Sam salta en la vida de un profesor de literatura inglesa en el Lawrence College, Ohio. Su misión es impedir que el profesor termine casándose con una de sus alumnas a punta de escopeta. Pero entonces cuando se encuentra con alguien de su pasado, la misión pasa a segundo plano. |              |                                                   |                 |                                                                                       |                          |                           |                 |                      |
| 4 | 4            | «The Right Hand of God» «El puño derecho de Dios» | Gilbert Shilton | John Hill                                                                             | 24 de octubre de 1974    | 07 de abril de 1986       | 65002           | 12.0                 |
| Sam se encuentra viviendo la vida de un joven boxeador, Kid Cody. En la vida real, Cody tiró un combate. Sam debe ganarlo, pero para eso, antes debe ponerse en forma. |              |                                                   |                 |                                                                                       |                          |                           |                 |                      |
| 5 | 5            | «How the Tess Was Won» «La conquista de Tess»     | Ivan Dixon      | Deborah Arakelian                                                                     | 5 de agosto de 1956      | 14 de abril de 1986       | 65004           | 14.2                 |
| Para cumplir su misión, Sam se verá obligado a ganar una competición contra Tess, la decidida hija de un acaudalado ranchero. |              |                                                   |                 |                                                                                       |                          |                           |                 |                      |
| 6 | 6            | «Double Identity» «Doble identidad»               | Aaron Lipstadt  | Donald P. Bellisario                                                                  | 8 de noviembre de 1965   | 21 de abril de 1986       | 65001           | 9.8                  |
| Sam salta en la vida de un joven mafioso enamorado de una peluquera. Sin embargo, el capo de la familia tuvo una relación con ella y no le gusta que nadie se le acerque. |              |                                                   |                 |                                                                                       |                          |                           |                 |                      |
| 7 | 7            | «The Color of Truth» «El color de la verdad»      | Michael Vejar   | Deborah Pratt                                                                         | 8 de agosto de 1955      | 03 de mayo de 1986        | 65013           | 15.0                 |
| Sam se encuentra en la piel de Jesse Tyler, el viejo sirviente negro de la aún más anciana viuda del gobernador. Al cree que su misión es impedir que la anciana muera en un accidente de tren, pero las cosas se acaban complicando. |              |                                                   |                 |                                                                                       |                          |                           |                 |                      |
| 8 | 8            | «Camikazi Kid»                                    | Alan J. Levi    | Paul Brown                                                                            | 6 de junio de 1961       | 10 de mayo de 1986        | 65014           | 18.4                 |
| Para horror de Sam es ahora un adolescente con acné y aparatos en los dientes. Su misión es impedir que la hermana mayor del chico termine casada con un alcohólico que la maltratará y terminará matandola. |              |                                                   |                 |                                                                                       |                          |                           |                 |                      |
| 9 | 9            | «Play It Again, Seymour» «Tócala de nuevo»        | Aaron Lipstadt  | Historia de: Greg Berlanti y Andrew Kreisberg Guion de: Marc Guggenheim y Jake Coburn | 14 de abril de 1953      | 17 de mayo de 1986        | 65009           | 14.6                 |
| En un ambiente de novela negra, Sam se encuentra con que es un detective neoyorquino cuyo socio acaba de ser asesinado. Debe descubrir quién ha sido el culpable antes de que se cumpla la historia y él también sea asesinado. |              |                                                   |                 |                                                                                       |                          |                           |                 |                      |

### Segunda temporada (1987)
| N.º | Título                          | Fecha del salto | Sinopsis |
| --- | ------------------------------- | --------------- | --- |
| 01  | El expreso de la luna de miel   | 27/04/1960      | La moral de Sam se pone a prueba cuando se encuentra de luna de miel con una hermosa joven que quiere disfrutar de su nuevo marido. El exmarido de ella, sin embargo, es un tipo posesivo y muy peligroso. Y para acabar de empeorar las cosas, Al le cuenta que si no logran convencer al comité de fondos de que Sam está viajando en el tiempo realmente, cerrarán el proyecto y Sam quedará atrapado en el pasado para siempre |
| 02  | Infierno Disco                  | 01/04/1976      | El nuevo "anfitrión" de Sam es un joven especialista de cine que debe evitar un grave accidente laboral. El salto despertará recuerdos muy dolorosos |
| 03  | La americanización de Machiko   | 04/08/1953      | Sam es un marinero que acaba de regresar a los Estados Unidos casado con una japonesa. El problema es que en los años 50 las heridas de la Segunda Guerra Mundial aún están frescas. |
| 04  | ¿A qué precio Gloria?           | 16/10/1961      | Para espanto de Sam y alegría de Al, Sam se encuentra en la piel de la hermosa Samantha, una joven secretaria de Nueva York que tendrá que lidiar con el acoso sexual de su jefe y evitar el suicidio de Gloria, su compañera de piso |
| 05  | Fe ciega                        | 06/02/1964      | Sam es ahora Andrew Ross, un pianista ciego que está a punto de tocar en el Carnegie Hall. |
| 06  | Good morning, Peoria            | 09/09/1959      | Como locutor de radio en los 50, Sam deberá evitar el cierre de una emisora y demostrar que el rock no es un producto del diablo |
| 07  | No harás                        | 02/02/1974      | Sam se encuentra en medio de una familia judía a punto de destruirse a causa de una infidelidad y la muerte de uno de los hijos. |
| 08  | Jimmy                           | 14/10/1964      | Sam debe lograr que Jimmy, un joven con Síndrome de Down, consiga trabajo para no ser internado en una institución nuevamente |
| 09  | Que dios me ayude               | 29/07/1957      | Sam salta dentro de un abogado que debe defender a Leila, una mujer negra acusada de haber matado a un hombre blanco |
| 10  | Evitar la caída de una estrella | 21/05/1979      | Esta vez se mete en la piel de un actor de musical que debe impedir la muerte del actor principal durante la representación de "El hombre de la Mancha". La cosa se complica cuando Sam se encuentra con su primer amor |
| 11  | Un retrato para Troyana         | 07/02/1971      | Debe investigar la existencia de los fantasmas mientras evita la muerte de una viuda reciente |
| 12  | Hermandad salvaje               | 19/10/1967      | Se encuentra dentro de la vida de un joven y alocado universitario que debe impedir una desgracia |
| 13  | Otra madre                      | 30/09/1981      | Vuelve a saltar en una mujer, esta vez además, es una madre divorciada con tres hijos. Su misión es impedir que el chico mayor desaparezca sin dejar rastro |
| 14  | Norteamericanos                 | 06/11/1962      | Como el joven Eddie Vega, Sam debe asegurarse de que su mejor amigo no pierda a propósito un importante partido de fútbol |
| 15  | El amuleto                      | 26/09/1973      | Sam debe proteger a la testigo principal de un caso |
| 16  | Libertad                        | 22/11/1970      | Se encuentra en la piel de un joven indio que debe acompañar a su abuelo en su viaje final |
| 17  | Buenas noches, querido corazón  | 09/11/1957      | Sam es un forense que debe averiguar cómo murió realmente una joven |
| 18  | El blues de los billares        | 04/09/1954      | Se convierte en un viejo mentor de Al, el jugador de billar Black Magic. Su misión es conseguir dinero para que la nieta de Black Magic pueda montar un negocio |
| 19  | Saltando sin red                | 18/11/1958      | Como miembro de una familia de trapecistas, Sam debe impedir que se repita la tragedia que acabó con la matriarca del clan unos años atrás. Su vértigo no ayuda |
| 20  | Tal vez, nena                   | 11/03/1963      | Sam se encuentra en medio de un secuestro infantil |
| 21  | Novia de mar                    | 03/06/1954      | En medio de un crucero, Sam debe conseguir que el tipo en el que ha saltado y su exmujer vuelvan a juntarse antes de que ella se case con un mafioso |
| 22  | M.I.A                           | 01/04/1969      | Sam cree que su misión es impedir que una enfermera cuyo marido está desaparecido en combate lo dé por muerto y se case con otro, ya que el soldado está vivo en realidad |

### Tercera temporada (1988)
| N.º | Título                                | Fecha del salto | Sinopsis |
| --- | ------------------------------------- | --------------- | --- |
| 01  | El salto a casa (I)                   | 25/11/1969      | Sam se lleva la sorpresa de su vida al descubrir que ha saltado dentro de sí mismo cuando tenía dieciséis años. Al le dice que su misión es ganar un partido importante de baloncesto que perdieron en realidad, pero Sam cree que es la oportunidad de evitar todas las desgracias que cayeron sobre su familia.   |
| 02  | El salto a casa (II)                  | 07/04/1970      | Sam se encuentra en Vietnam y consigue una segunda oportunidad para salvar a alguien muy importante para él. Pero el precio puede ser demasiado alto. |
| 03  | Cambio de fe                          | 18/08/1963      | Sam salta dentro de un sacerdote que debe llevar a un joven asesino ante la justicia. |
| 04  | La gota que colma el vaso             | 15/06/1965      | Sam es Karl Gransom, un famoso fotógrafo de moda que debe evitar la muerte por sobredosis de una de sus modelos. |
| 05  | El hombre del saco                    | 31/10/1964      | Misteriosas cosas pasan mientras Sam, en la piel de un novelista de terror, se enfrenta a una serie de asesinatos. |
| 06  | Miss Sur                              | 07/06/1958      | Sam pasa el bochorno de su vida como Darlene Monty, la participante de un concurso de belleza. Su misión es impedir que una de sus compañeras cometa un grave error sin perjudicar la clasificación de Darlene. |
| 07  | El color de la verdad                 | 11/08/1965      | Sam es un joven afrodescendiente con una novia blanca en medio de unos famosos disturbios raciales. |
| 08  | El Gran Spontini                      | 09/05/1974      | Sam se encuentra en la piel de un mago que no debe perder la custodia de su hija. |
| 09  | Rebelde sin tener idea                | 01/09/1958      | En medio de un grupo de moteros, Sam debe impedir el asesinato de la novia de uno de ellos. |
| 10  | Un pequeño milagro                    | 25/12/1962      | Sam y Al deben convencer a un huraño millonario para cambiar su actitud. |
| 11  | Fugitiva                              | 04/07/1964      | Sam se mete en la vida de Butchie Rickett, un niño de trece años cuya madre va a desaparecer sin dejar rastro en medio de un viaje por el país. |
| 12  | Ocho meses y medio                    | 15/11/1955      | Sam salta dentro de Billy-Jean, una adolescente en su último mes de embarazo. Debe ayudarla a quedarse con el bebé y no darlo en adopción. La cosa se complica cuando en el proyecto no saben si el bebé está dentro de la verdadera Billy Jean o del propio Sam.                                                   |
| 13  | Niño del futuro                       | 06/10/1957      | Sam debe impedir que un actor acabe ingresado en una institución mental por afirmar que es posible viajar en el tiempo. |
| 14  | Bailarina Privada                     | 06/10/1979      | Sam debe ayudar a una joven bailarina sorda a conseguir un puesto en una compañía de baile. |
| 15  | El Pianista                           | 10/11/1985      | Sam se encuentra en la vida del testigo de un asesinato. Su misión es evitar que él y su exnovia sean asesinados. |
| 16  | Confort sureño                        | 04/08/1961      | Sam salta dentro del dueño de un burdel y debe impedir que una de las jóvenes que trabajan allí sea asesinada. |
| 17  | El resplandor del rock                | 12/04/1974      | Sam es ahora miembro de una banda de Glam rock que tiene que impedir un asesinato. |
| 18  | Cazarrecompensas                      | 18/06/1976      | Sam se encuentra esposado a una supuesta delincuente que debe llevar ante la justicia. |
| 19  | El último baile antes de la ejecución | 12/05/1971      | Sam es un hombre a punto de ser ejecutado. En el último segundo consigue cuarenta y ocho horas para probar su inocencia. ¿Lo conseguirá? |
| 20  | Madera de campeón                     | 23/07/1955      | Sam es un luchador de pressing-catch que debe evitar la muerte de su hermano. |
| 21  | Familia nuclear                       | 26/10/1962      | En plena crisis de los misiles de Cuba, Sam debe impedir la muerte accidental de un hombre. |
| 22  | Electroshock                          | 03/10/1954      | Sam salta en un hombre a punto de recibir terapia de choque. El electroshock destroza la memoria de Sam, que olvida quién es y llena ese vacío con las personalidades de la gente en la que ha estado saltando. El problema es que si Al no consigue que recupere la memoria, nunca podrá hacer el salto de salida. |

### Cuarta temporada (1989)
| N.º | Título                     | Fecha del salto | Sinopsis |
| --- | -------------------------- | --------------- | --- |
| 01  | El salto de regreso        | 15/06/1945      | Para sorpresa de Sam y Al, sus posiciones se han invertido. Al debe impedir un doble asesinato y Sam, al recuperar toda su memoria, descubre algo inesperado.                                                                |
| 02  | Buena jugada               | 06/08/1961      | Sam debe ayudar a un joven y temperamental jugador de béisbol a entrar en las Ligas Mayores. |
| 03  | Huracán                    | 17/08/1969      | En medio de un huracán, Sam debe impedir la muerte de la novia de su "anfitrión". |
| 04  | Justicia                   | 11/05/1965      | Sam descubre con disgusto que ha saltado dentro de un miembro del Ku Klux Klan. Su misión es impedir el linchamiento de un activista de los derechos civiles.                                                                |
| 05  | Onda permanente            | 02/06/1983      | Como el peluquero Frank Bianca, Sam debe impedir el asesinato del hijo de la novia de este. |
| 06  | Violada                    | 20/06/1980      | Sam salta dentro de Katie McBain, una joven que ha sido violada. Él y Al deben asegurarse de que se haga justicia. |
| 07  | La equivocación            | 24/01/1961      | Sam apenas puede creerlo cuando descubre ha saltado dentro de Bobo, un chimpancé del programa espacial. Su misión es tratar de que Bobo consiga entrar en el programa y no acabe destinado a peores experimentos.            |
| 08  | Sueños                     | 28/02/1979      | Sam empieza a experimentar el trauma del policía en el que ha saltado mientras trata de capturar a un terrible asesino. |
| 09  | Una sola gota de lluvia    | 07/09/1953      | Sam salta dentro de Billy Beaumont, un hombre que se dedica a hacer llover. En el pueblo natal de Billy, Sam no solo tendrá que acabar con la sequía, sino que también tendrá que salvar el matrimonio del hermano de Billy. |
| 10  | Liberado                   | 02/11/1956      | Sam es un preso fugitivo encadenado a otro, Jasper. Su misión es probar la inocencia de Jasper. |
| 11  | Actuar es lo importante    | 09/09/1969      | Sam salta dentro de un joven actor que tiene una relación con una mujer mucho mayor que él. No solo debe salvar esa relación, sino que tiene que interpretar Hamlet en público. Desnudo.                                     |
| 12  | Corriendo por honor        | 11/06/1964      | Tommy York es un cadete de una escuela naval cuyo compañero fue expulsado por ser homosexual. Como Tommy, Sam deberá hacer frente a los mismos rumores e impedir la muerte del chico expulsado.                              |
| 13  | Ojos tentadores            | 01/02/1985      | Sam tiene que impedir que una joven médium sea asesinada. La cosa se complica cuando ella empieza a ver al verdadero Sam, y no al periodista en el que saltado.                                                              |
| 14  | El último pistolero        | 28/11/1957      | Sam salta dentro de pistolero retirado y debe impedir que el nieto de este acabe arruinando su vida. El problema es que eso puede implicar aceptar un duelo a muerte con un viejo compañero.                                 |
| 15  | Una canción para el alma   | 07/04/1963      | Sam se encuentra en la vida de una joven que tiene un grupo de soul con otras dos chicas. Su misión es salvar la vida de una de ellas.                                                                                       |
| 16  | Barco fantasma             | 13/08/1956      | Sam vuelve a ser un piloto de avión y esta vez debe impedir que el avión desaparezca en el Triángulo de las Bermudas. |
| 17  | Roberto                    | 27/01/1982      | Sam salta dentro de un presentador de talk-shows que investiga con una compañera el misterio que se oculta tras la muerte del ganado en algunas zonas.                                                                       |
| 18  | Qué bello es saltar        | 10/05/1958      | Sam es ahora un joven taxista que quiere mejorar su posición laboral. En la historia original, acababa asesinado. Sam debe impedirlo y esta vez no solo le ayudará Al, sino una mujer que afirma ser un ángel.               |
| 19  | Momentos para vivir        | 04/05/1985      | Sam es un actor de culebrones que es secuestrado por una fan desequilibrada que no distingue la realidad de la ficción y quiere tener un hijo con él.                                                                        |
| 20  | La maldición de Ptah Hotep | 02/03/1957      | Sam se lleva una alegría al descubrir que ha saltado dentro de un arqueólogo que está excavando en Egipto la tumba del faraón Ptah Hotep.                                                                                    |
| 21  | Humoristas                 | 30/04/1959      | Como miembro de un trío de humoristas mixto, Sam debe conseguir que sus dos compañeros admitan que están enamorados. |
| 22  | Un salto por Lisa          | 25/06/1957      | Sam descubre que ha saltado dentro de una joven versión de Al. Pero las cosas se complican cuando empieza a cambiar las cosas y a alterar el futuro de Al.                                                                   |

### Quinta temporada (1990)
| N.º | Título                            | Fecha del salto | Sinopsis |
| --- | --------------------------------- | --------------- | --- |
| 01  | Lee Harvey Oswald (I)             | 1957-1963       | Sam se encuentra dentro de Lee Harvey Oswald a lo largo de varios episodios de su vida. |
| 02  | Lee Harvey Oswald (II)            | 1959-1963       | Sam se encuentra dentro de Lee Harvey Oswald a lo largo de varios episodios de su vida. |
| 03  | La fierecilla domada              | 27/09/1956      | Sam salta dentro de un joven marinero griego que naufraga en una isla desierta con una joven heredera malcriada. |
| 04  | Sin piernas para correr           | 10/08/1968      | Sam se encuentra dentro de la vida de un soldado que está en un hospital militar, recuperándose de una doble amputación en las piernas. Su misión es evitar el suicidio de un soldado tetrapléjico. |
| 05  | Matando el tiempo                 | 18/06/1958      | Sam salta dentro de un asesino que tiene secuestradas como rehenes a una madre y su hija. Las cosas se complican cuando el verdadero asesino huye del proyecto y Al debe atraparlo para que Sam no se quede en esa vida para siempre.                                                                               |
| 06  | Luz de estrellas                  | 21/05/1966      | Sam es un excéntrico anciano que cree firmemente en los OVNIs. Su misión es doble: evitar que internen al anciano e impedir que el nieto de este acabe enganchado a las drogas. |
| 07  | Líbranos de todo mal              | 19/03/1966      | Para sorpresa de Sam, se encuentra otra vez dentro de Jimmy, el chico con síndrome de Down. Su alegría se reduce cuando ve que el hermano de Jimmy y su mujer están pasando una crisis. Pero lo más inesperado de todo es que descubre a Alia, otra viajera en el tiempo.                                           |
| 08  | Un corazón pequeño (I)            | 08/08/1955      | Sam es un sheriff con una hija pequeña, Abigail. Abigail ha sido acusada por una mujer del pueblo de haber causado la muerte de su marido y su hija. Sam debe averiguar cómo murió la pequeña Violet y proteger la vida de Abigail.                                                                                 |
| 09  | Un corazón pequeño (II)           | 14/06/1966      | Sam salta en medio de un orgasmo y descubre que su compañera no es otra que Abigail, ya convertida en una mujer. Pero las cosas van a complicarse cuando desaparezca el niño que ella solía cuidar y el pueblo la acuse de un nuevo asesinato.                                                                      |
| 10  | Un corazón pequeño (III)          | 28/07/1978      | Sam salta de nuevo dentro de la vida de Abigail, y esta vez es un abogado que debe defenderla de una nueva acusación de asesinato. Abigail tiene ahora una hija de once años, Sammy Jo. Y cuando Sam descubre que también es hija suya, fruto de su anterior salto, decide hacer lo que sea para ayudarlas a ambas. |
| 11  | La tierra prometida               | 22/12/1971      | Sam regresa a su pueblo en la piel de un chico que está atracando un banco con sus hermanos. Cuando Sam descubre que el banco les ha estado estafando, decide investigarlo. |
| 12  | El cuento de las dos esposas      | 25/02/1958      | Sam experimenta las dificultades de ser un bígamo en el armario. |
| 13  | Liberación                        | 16/10/1968      | Sam se encuentra dentro de una mujer involucrada en el movimiento de liberación feminista. |
| 14  | Doctor Ruth                       | 25/04/1985      | Sam salta dentro de alguien de la famosa sexóloga la doctora Ruth y comienza a tener interferencias mentales. Mientras, en el proyecto, la doctora Ruth trata de convencer a Al de que su lascivia incontrolable es fruto del miedo al abandono.                                                                    |
| 15  | Luna de Sangre                    | 10/03/1975      | Sam es un excéntrico y pálido artista que vive en una mansión gótica y duerme dentro de un ataúd. Solo tiene unas horas para salvar a la mujer de éste de morir misteriosamente. |
| 16  | El regreso de la viajera malvada  | 08/10/1956      | Mientras trata de salvar la vida de un chico con vocación de superhéroe, Sam se encuentra de nuevo con Alia. |
| 17  | La venganza de la viajera malvada | 16/09/1987      | Sam y Alia saltan dentro de dos internas de una cárcel de mujeres y deben evitar ser atrapados por Zoey, la antigua compañera de Alia. |
| 18  | Adiós Norma Jean                  | 04/04/1960      | Sam salta dentro del ayudante de Marilyn Monroe y debe ayudarla a que consiga su papel en "Vidas rebeldes". |
| 19  | La Bestia Dentro                  | 06/11/1972      | Sam es un veterano de Vietnam que vive en las montañas con un compañero de batallas que sufre de epilepsia. Sam debe conseguirle su medicina mientras evita al sheriff, otro miembro del batallón que no quiere afrontar su pasado.                                                                                 |
| 20  | El Salto Entre los Estados        | 20/09/1862      | En contra de todo lo que Sam creía posible, se encuentra de pronto en medio de la guerra civil americana, ocupando el cuerpo de su bisabuelo. |
| 21  | Melodía de Memphis                | 03/07/1954      | Sam salta dentro de Elvis Presley antes de ser famoso y debe ayudar a una chica de su pueblo que también quiere ser cantante. |
| 22  | Imagen especular                  | 08/08/1953      | En el día de su nacimiento, Sam se encuentra dentro de un misterioso bar y descubre que la imagen que le devuelve el espejo es él mismo. Al le dice que en el proyecto no hay nadie. Sam tendrá que averiguar qué está pasando y se entera de que el dueño del bar es DIOS.                                         |